# Liste von Persönlichkeiten der Stadt Borna
Die Liste von Persönlichkeiten der Stadt Borna enthält Personen, die in der Geschichte der sächsischen Stadt Borna im Landkreis Leipzig eine nachhaltige Rolle gespielt haben. Es handelt sich dabei um Persönlichkeiten, die Ehrenbürger der Stadt gewesen, in Borna und den heutigen Ortsteilen geboren oder gestorben sind oder hier gewirkt haben.
Für die Persönlichkeiten aus den nach Borna eingemeindeten Ortschaften siehe auch die entsprechenden Ortsartikel.

## Ehrenbürger
- 1836: Johann Karl Heinrich von Zobel, luterhischer Theologe
- 1895: Otto von Bismarck, Reichskanzler
- 1936: Clemens Thieme, Architekt

## Söhne und Töchter der Stadt

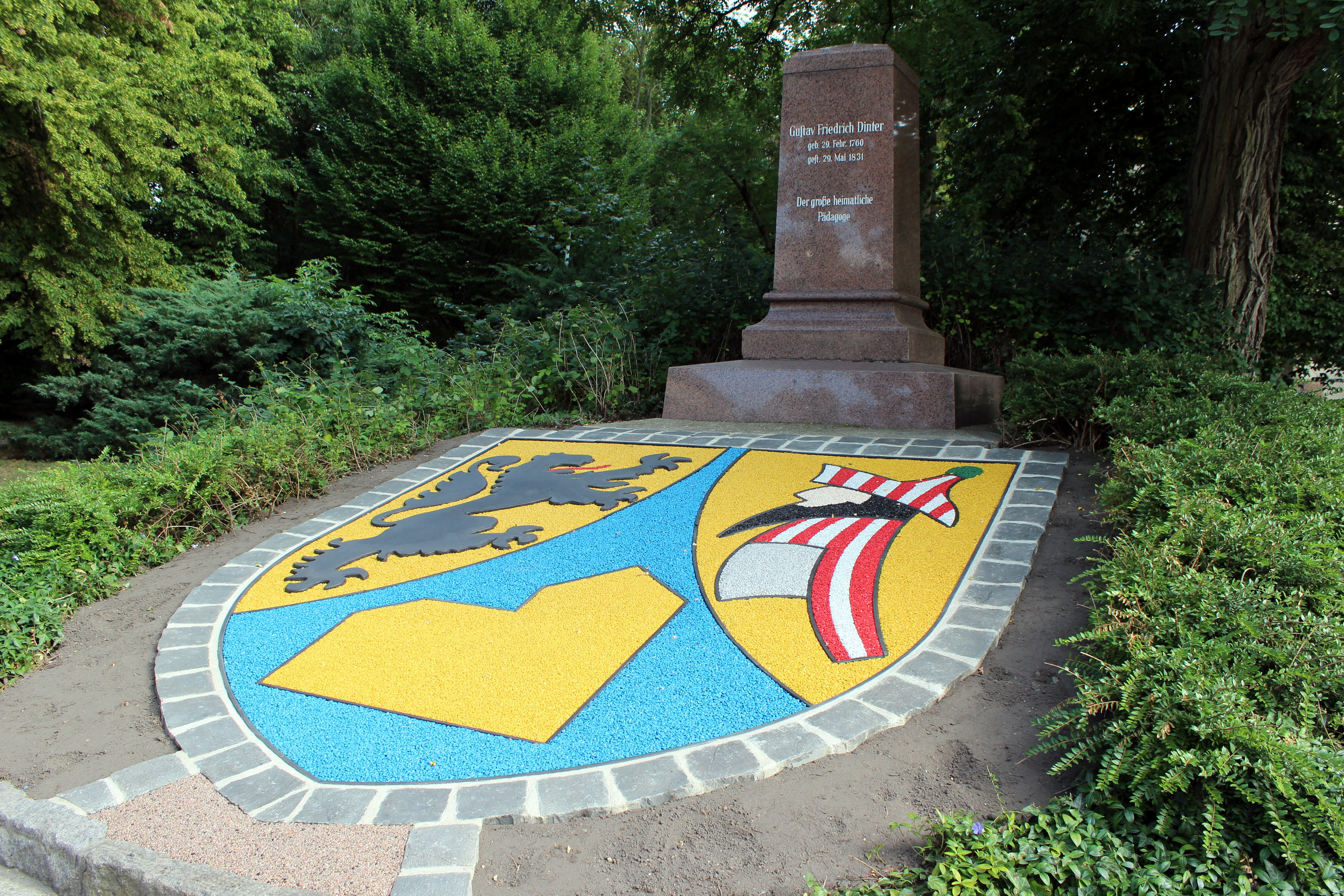
Denkmal für Gustav Friedrich Dinter vor der Dinterschule

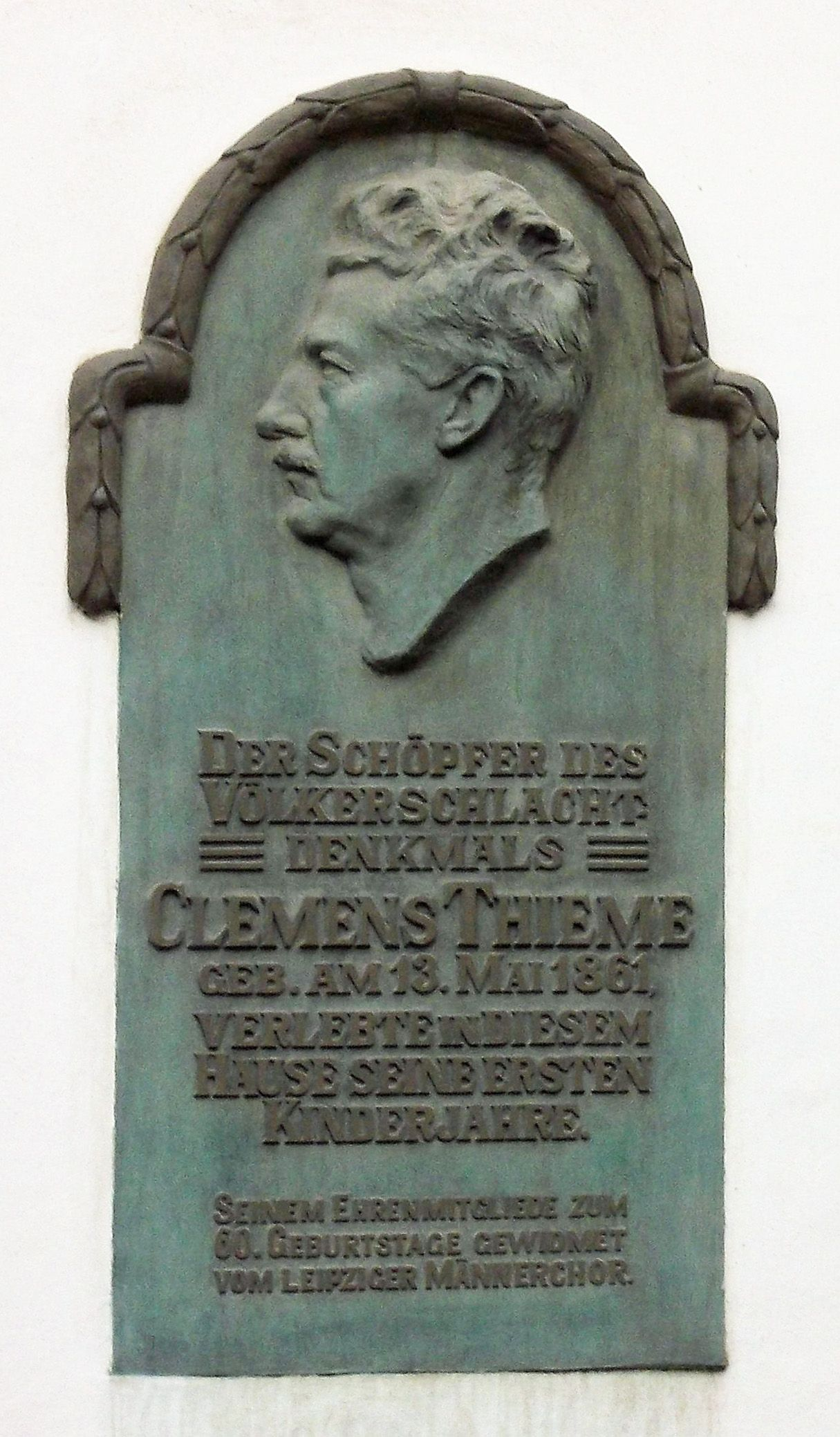
Gedenktafel für Clemens Thieme

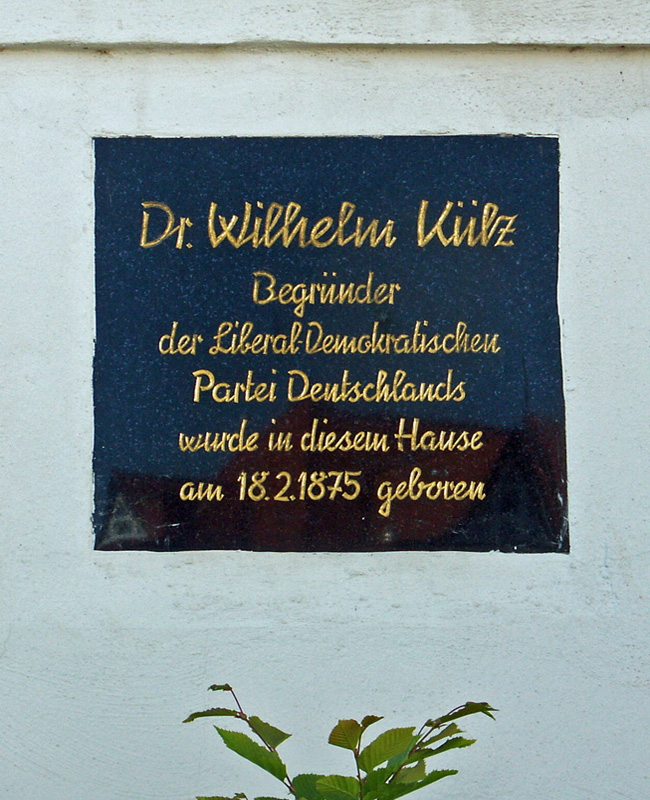
Tafel am Geburtshaus von Wilhelm Külz

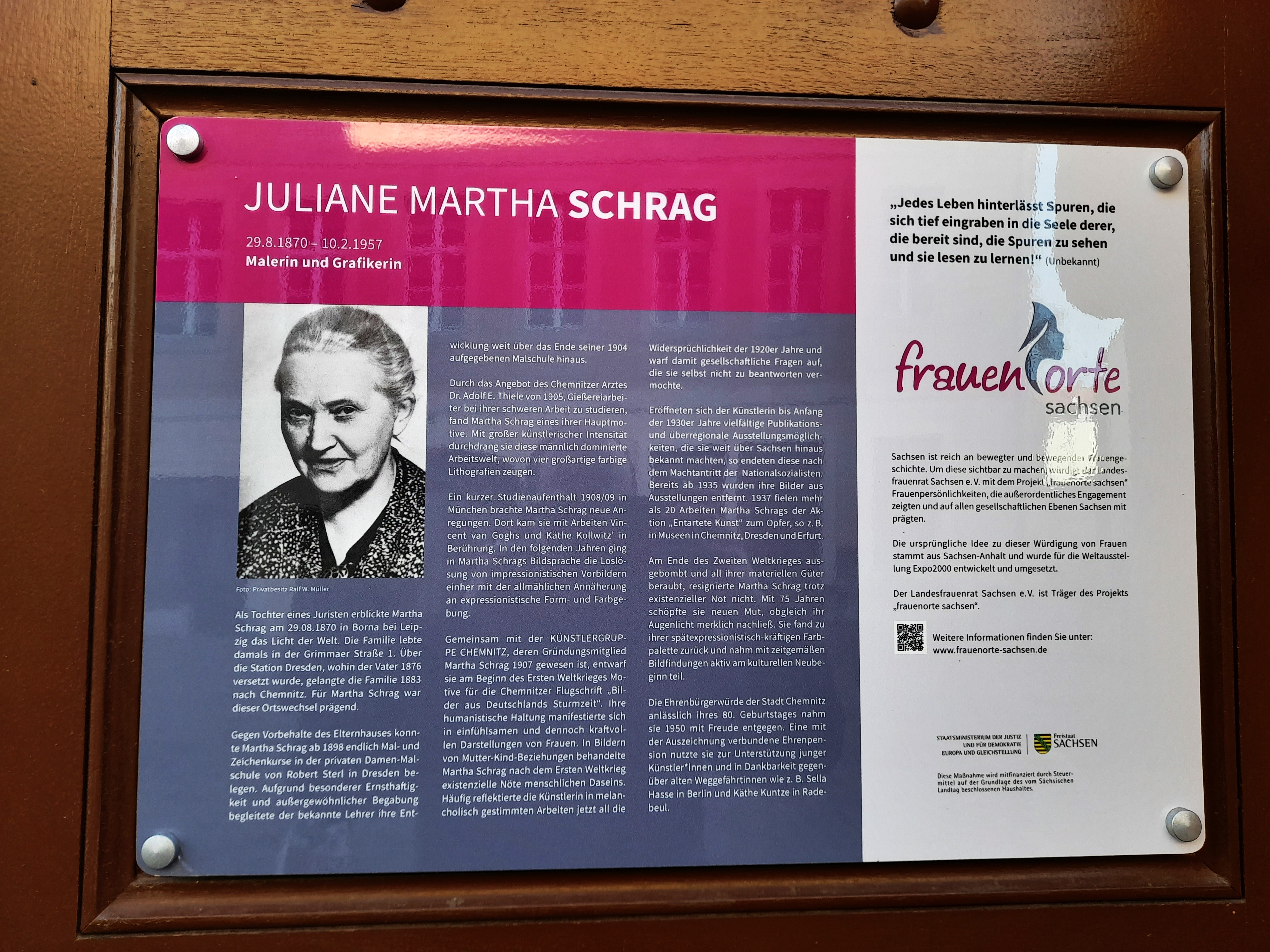
Frauenorte Sachsen, Infotafel Martha Schrag am Wohnhaus Reichsstraße 18 in Borna

- Vitalis Fleck († um 1477), Mediziner, erster Professor für Medizin an der Universität Greifswald
- Martin Hayneccius (1544–1611), Gelehrter, Pädagoge und neulateinischer Dichter
- Jeremias Lossius (1643–1684), deutscher Mediziner, Professor der Medizin an der Universität Wittenberg,
- Christian Gerber (1660–1731), lutherischer Theologe und Schriftsteller, geboren in Görnitz
- Heinrich Friedrich Innocentius Apel (1732–1802), Jurist, Bürgermeister und Stifter
- August Wilhelm Bernhardt von Uechtritz (1752–1800), kursächsischer Offizier, Adelsgenealoge und Autor
- Gustav Friedrich Dinter (1760–1831), Theologe und Pädagoge
- Johann Christoph Bauriegel (1773–1850), Pädagoge, geboren in Kesselhain
- Karl Immanuel Nitzsch (1787–1868), evangelischer Theologe
- Ernst Ludwig Schweitzer (1799–1846), Pädagoge und erster Direktor der Bürgerschule Weimar
- Johann August Köhler (1805–1886), Pfarrer und Autor, geboren in Hartmannsdorf
- Eduard Feodor Gloeckner (1812–1885), Jurist und Ehrenbürger von Wittenberg
- Robert Theodor Heyne (1815–1848), Appellationsrat, geboren in Witznitz
- Christian Gottlob Fischer (1815–1893), Pfarrer und Autor, geboren in Eula
- Rudolph Anton (1830–1884), Jurist und Politiker, MdL (Königreich Sachsen)
- Johann Franz Ettig (1830–1905), Seminaroberlehrer, Autor und Schriftsteller
- Julius Kreutzbach (1845–1913), Klavierbauer, Begründer und Inhaber der Hof-Pianofortefabrik-Leipzig Julius Kreutzbach
- Paul Viktor Schmidt (1847–1909), evangelisch-lutherischer Pfarrer und Autor
- Oskar von Ehrenthal (1854–1921), sächsischer General der Infanterie im Ersten Weltkrieg
- Emil Conrad (1857–1917), Schauspieler, Opernsänger und Theaterdirektor
- Georg Emil Müller (1857–1928), Orgelbauer und Harmonium-Hersteller
- Arthur Stenz (1857–1925), Violoncellist
- Clemens Thieme (1861–1945), Erbauer des Völkerschlachtdenkmals in Leipzig
- Hans von Koppenfels (1862–1935), sächsischer Generalmajor und vortragender Rat im Kriegsministerium Sachsen
- Hans Hofmann (1867–1933), Kantor und Lehrer in Leipzig
- Karl Ryssel (1869–1939), Politiker (SPD; USPD)
- Martha Schrag (1870–1957), Malerin und Grafikerin
- Ludwig Külz (1875–1938), Professor für Tropenmedizin
- Wilhelm Külz (1875–1948), Politiker (DDP, LDPD), MdR, Reichsinnenminister
- Karl Möbius (1876–1953), Bildhauer
- Otto Scheibner (1877–1961), Arbeitspädagoge
- Kurt Pietzsch  (1884–1964), Geologe
- Edwin Gebauer (1884–1967), Reichstagsabgeordneter (NSDAP), geboren in Wyhra
- Wilhelm Pester (1885–1963), Eremit[1]
- Felix Heynig (1888–1950), Maler und Zeichner
- Karl Dannhauer (1891–1977), Lehrer, Ornithologe und Botaniker
- Friedrich Schille (1901–1994), Chronist
- Albert Leiterer (1902–1985), Jurist, SS-Obersturmbannführer, Leiter der Staatspolizei(leit)stelle Magdeburg, Landrat
- Kurt Kräcker (1916–1966), Kommunalpolitiker (SPD), Bürgermeister von Wesel
- Wolfgang Heyl (1921–2014), Politiker (CDU)
- Jost Biedermann (1922–2008), Politiker (CDU), Abgeordneter der Volkskammer der DDR
- Horst Pehnert (1932–2013), Journalist und Parteifunktionär in der DDR, geboren in Neukirchen
- Horst Friedemann (1932–2022), Sportjournalist, geboren in Wyhra
- Joachim Burkhardt (1933–2012), Fernsehjournalist, Schriftsteller und Dramatiker
- Siegfried Körner (* 1933), Lehrer, Hochschullehrer, Namenforscher und Historiker
- Helga-Maria Kühn (1933–2025), Archivarin und Historikerin
- Peter Fährmann (* 1937), ehemaliger Tennisspieler
- Gertraude Gruhle (* 1938), Politikerin (CDU Sachsen)
- Konrad Schaller (1943–2017), Fußballspieler
- Thomas Munkelt (* 1952), Leichtathlet, Hürdenlauf Olympiasieger, geboren in Zedtlitz
- Michael Schweighöfer (* 1952), Schauspieler
- Roland Kostulski (* 1953), ehemaliger Ruderer
- Jan von Flocken (* 1954), Historiker und Journalist
- Katrin Keller (* 1962), Pädagogin und Historikerin
- Maic Malchow (* 1962), Bahnradsportler
- Barbara Bollwahn (1964–2018), Schriftstellerin und Journalistin
- Ilona Stumpe-Speer (* 1964), Schriftstellerin
- Sven Lehmann (1965–2013), Schauspieler
- Christian Winter (* 1965), evangelischer Theologe und Historiker
- Grit Slaby (* 1965), Schwimmerin
- Jens Streifling (* 1966), Musiker
- Rainer Müller (* 1966), Historiker und ehemaliger DDR-Bürgerrechtler
- Andreas Hähle (1967–2019), Dichter, Hörspielsprecher und Moderator
- Christiane Harzendorf (* 1967), Ruderin
- Ralf Ludwig (* 1968), deutscher Medienmanager
- Hans Georg Koehler (* 1968), Künstler
- Silke Wahlgren (* 1968), Bürgerrechtlerin
- Dirk Berger (* 1969), Künstler
- Denis Franke (* 1969), Leichtathlet
- Heiko Herlofson (* 1969), Pornodarsteller
- Ricarda Musser (* 1969), Historikerin
- Jörg Dornau (* 1970), Landtagsabgeordneter (AfD)
- Thomas Hutzschenreuter (* 1971), Wirtschaftswissenschaftler
- Patrick Hofmann (* 1971), Schriftsteller
- Torsten Jülich (* 1974), Fußballspieler
- Marcus Jauer (* 1974), Journalist
- Jana Hensel (* 1976), Autorin und Journalistin
- Henry Graichen (* 1976), Landrat des Landkreises Leipzig (seit 1. August 2015)
- Thorsten Görke (* 1976), Fußballspieler
- Susann Reichenbach (* 1977), Reporterin, Fernsehautorin und -moderatorin
- Christine Hentschel (* 1978), Kriminologin und Hochschullehrerin
- Steffen Radochla (* 1978), Radrennfahrer
- Thomas Katrozan (* 1980), Popsänger
- Oliver Herber (* 1981), Fußballspieler
- Jan Riedel (* 1982), Politiker
- Gitte Zschoch (* 1984), Kulturmanagerin
- Franziska Jünger (* 1986), Schauspielerin
- Rico Engler (* 1987), Fußballspieler
- Janik Mäder (* 1996), Fußballspieler
- Franz Semper (* 1997), Handballnationalspieler
- Anthony Petrifke (* 1998), Schauspieler

## Persönlichkeiten, die mit der Stadt in Verbindung stehen
- Jacob Lossius (1596–1663), lutherischer Theologe und Superintendent Borna
- Urban Kreutzbach (1796–1868), Orgelbauer
- Karl Wilhelm Gebert (1811–1875), deutscher Jurist und Politiker, MdR, MdL (Königreich Sachsen)
- Karl Heinrich (1822–1890), deutscher Jurist und Politiker, MdR, MdL (Königreich Sachsen), Bürgermeister in Borna
- Christian Wilhelm Ludwig von Abeken (1826–1890), Staatsanwalt, Politiker